# Municipio de Valley (condado de Kidder)
El municipio de Valley (en inglés: Valley Township) es un municipio ubicado en el condado de Kidder en el estado estadounidense de Dakota del Norte. En el año 2010 tenía una población de 25 habitantes y una densidad poblacional de 0,27 personas por km².

## Geografía
El municipio de Valley se encuentra ubicado en las coordenadas 46°45′22″N 99°38′41″O / 46.75611, -99.64472. Según la Oficina del Censo de los Estados Unidos, el municipio tiene una superficie total de 93.24 km², de la cual 89,79 km² corresponden a tierra firme y (3,71 %) 3,46 km² es agua.

## Demografía
Según el censo de 2010, había 25 personas residiendo en el municipio de Valley. La densidad de población era de 0,27 hab./km². De los 25 habitantes, el municipio de Valley estaba compuesto por el 100 % blancos. Del total de la población el 0 % eran hispanos o latinos de cualquier raza.